# Carline Muir
Carline Muir, née le 1er octobre 1987 à Spanish Town, est une athlète canadienne spécialiste du 400 mètres. 

## Biographie
En 2008, Carline Muir participe aux Jeux olympiques sur 400 mètres. En séries, elle bat son record personnel en 51 s 55 et se qualifie pour les demi-finales, où elle sera finalement éliminée (52 s 37).
L'année suivante, elle remporte deux médailles à l'Universiade organisée à Belgrade : le bronze sur 400 mètres et l'or en relais 4 × 400 mètres.

## Palmarès
| Date | Compétition                        | Lieu           | Résultat | Épreuve   | Temps         |
| ---- | ---------------------------------- | -------------- | -------- | --------- | ------------- |
| 2005 | Championnats panaméricains juniors | Windsor        | 2e       | 400 m     | 52 s 38       |
| 2005 | Championnats panaméricains juniors | Windsor        | 3e       | 4 × 400 m | 3 min 41 s 29 |
| 2009 | Universiade                        | Belgrade       | 3e       | 400 m     | 52 s 07       |
| 2009 | Universiade                        | Belgrade       | 1re      | 4 × 400 m | 3 min 33 s 09 |
| 2010 | Jeux du Commonwealth               | New Delhi      | 3e       | 4 × 400 m | 3 min 30 s 20 |
| 2015 | Relais mondiaux de l'IAAF          | Nassau         | 6e       | 4 × 400 m | 3 min 29 s 65 |
| 2015 | Championnats du monde              | Pékin          | 7e       | 4 × 400 m | 3 min 27 s 69 |
| 2016 | Jeux olympiques                    | Rio de Janeiro | 4e       | 4 × 400 m | 3 min 26 s 43 |

### Records
| Épreuve               | Performance | Lieu         | Date            |
| --------------------- | ----------- | ------------ | --------------- |
| 400 mètres            | 51 s 05     | Madrid       | 23 juin 2016    |
| 400 mètres (en salle) | 53 s 34     | Fayetteville | 23 janvier 2010 |